# Río Metica
 (avril 2014).
Le río Metica est une rivière de Colombie, et un affluent du río Meta, donc un sous-affluent de l'Orénoque.

## Géographie
Le río Metica prend sa source sur le versant est de la cordillère Orientale, dans le paramó de Sumapaz (département de Meta). Il coule ensuite vers l’est puis le nord avant de rejoindre le río Meta au niveau de la municipalité de Puerto López.